# Gran Premio Velo Alanya masculino
El Gran Premio Velo Alanya masculino es una carrera ciclista masculina de un día que tiene lugar entre la Provincia de Antalya en Turquía.
La carrera fue creada en 2019 como la versión masculina de la carrera homónima cuya primera edición se celebró un año antes y fue ganada por el ciclista bielorruso Nikolai Shumov. La competencia hace parte del UCI Europe Tour en categoría 1.2.

## Palmarés
| Año  | Ganador         | Segundo          | Tercero         |
| ---- | --------------- | ---------------- | --------------- |
| 2019 | Nikolai Shumov  | Onur Balkan      | Andri Kulyk     |
| 2020 | Daniil Pronskiy | Paweł Bernas     | Anatoliy Budyak |
| 2021 | Carlos Quintero | Alex Hoehn       | Metkel Eyob     |
| 2022 | Igor Chzhan     | Meindert Weulink | Moritz Kretschy |

## Palmarés por países
| País        | Victorias |
| ----------- | --------- |
| Kazajistán  | 2         |
| Bielorrusia | 1         |
| Colombia    | 1         |